# Mangagou
Mangagou är en ort i Burkina Faso.   Den ligger i regionen Centre-Est, i den sydöstra delen av landet, 170 km sydost om huvudstaden Ouagadougou. Mangagou ligger 256 meter över havet och antalet invånare är 1 030.
Terrängen runt Mangagou är platt. Närmaste större samhälle är Youngou, 2,6 km sydväst om Mangagou.
Omgivningarna runt Mangagou är en mosaik av jordbruksmark och naturlig växtlighet. Runt Mangagou är det ganska tätbefolkat, med 93 invånare per kvadratkilometer.